# Hrabstwo Benton (Iowa)

Piramida wieku hrabstwa

Hrabstwo Benton (ang. Benton County) – hrabstwo w amerykańskim stanie Iowa. Nazwa hrabstwa pochodzi od nazwiska Thomasa Harta Bentona, senatora z Missouri. Jest jednym z trzech hrabstw składających się na obszar metropolitarny Cedar Rapids.

## Geografia
Według danych US Census Bureau, całkowita powierzchnia hrabstwa wynosi 1861 km², z czego 5 km² (0,29%) stanowią zbiorniki wodne.

## Miasta
- Atkins
- Belle Plaine
- Blairstown
- Garrison
- Keystone
- Luzerne
- Mount Auburn
- Newhall
- Norway
- Shellsburg
- Urbana
- Van Horne
- Vinton
- Walford

## Gminy
| - Benton - Big Grove - Bruce - Canton - Cedar | - Eden - Eldorado - Florence - Fremont - Harrison | - Homer - Iowa - Jackson - Kane - Leroy | - Monroe - Polk - St. Clair - Taylor - Union |

## Sąsiadujące hrabstwa
- Hrabstwo Black Hawk (od północnego zachodu)
- Hrabstwo Buchanan (od północnego wschodu)
- Hrabstwo Linn (od wschodu)
- Hrabstwo Iowa (od południa)
- Hrabstwo Tama (od zachodu)

## Demografia
| Rok  | Ludność |
| ---- | ------- |
| 1900 | 25177   |
| 1910 | 23156   |
| 1920 | 24080   |
| 1930 | 22851   |
| 1940 | 22879   |
| 1950 | 22656   |
| 1960 | 23422   |
| 1970 | 22885   |
| 1980 | 23649   |
| 1990 | 22429   |
| 2000 | 25308   |

Według spisu ludności sporządzonego w 2000 roku, ludność hrabstwa wynosiła 25 308 osób, liczba gospodarstw domowych wynosiła 9 746, a liczba rodzin 7 056. Gęstość zaludnienia wynosiła 14 osób/km².
Gęstość zaludnienia wynosiła 14 osób/km². Na terenie hrabstwa znajdowało się 10 377 budynków mieszkalnych o średniej częstości występowania na poziomie 6 budynków/km². W 98,84% ludnością hrabstwa byli ludzie biali, 0,20% czarni, 0,15% rdzenni Amerykanie, 0,17% Azjaci, 0,13% ludność innych ras, 0,52% to ludność wywodząca się z dwóch lub większej liczby ras, 0,62% to Hiszpanie lub Latynosi.
W hrabstwie znajdowało się 9746 gospodarstw domowych, z czego w 34,90% z nich znajdowały się dzieci poniżej 18 roku życia. 62,70% gospodarstw domowych tworzyły małżeństwa, 6,5% stanowiły kobiety bez męża, a 27,6% to nie rodziny. 23,4% wszystkich gospodarstw składało się z jednej osoby. W 11,70% znajdują się samotne osoby powyżej 65 roku życia. Średnia wielkość gospodarstwa domowego wynosi 2,56 osoby, a średnia wielkość rodziny to 3,04 osoby.
Populacja hrabstwa rozkładała się na 27,4% osób poniżej 18 lat, 6,8% osób z przedziału wiekowego 18–24 lat, 29,3% osób w wieku od 25 do 44 lat, 21,1% w wieku 45–64 lat i 15,4% osób w wieku 65 lub więcej lat. Średni wiek wynosił 37 lata. Na każde 100 kobiet przypadało 100 mężczyzn, a na każde 100 kobiet w wieku 18 lub więcej lat 95,8 mężczyzn.
Średni roczny dochód w hrabstwie dla gospodarstwa domowego wynosił $42 427 a średni roczny dochód dla rodziny to $49 701. Średni roczny dochód mężczyzny to $35 044, kobiety $23 978. Średni roczny dochód na osobę wynosił $18 891. 4,6% rodzin i 6,1% populacji hrabstwa żyło poniżej minimum socjalnego, z czego w 7,2% były to osoby poniżej 18 lat, a w 7,0% powyżej 65 lat.